# 야나기마치 가이요
야나기마치 가이요(일본어: 柳町 魁耀, 2002년 5월 7일~)는 일본의 축구 선수이다.

## 구단 경력
그는 2021년 J2리그의 미토 홀리호크에 입단했다. 2024년 J3리그의 아술 클라로 누마즈로 이적했다.